# Paracalceostoma calceostomoides
Paracalceostoma calceostomoides är en plattmaskart. Paracalceostoma calceostomoides ingår i släktet Paracalceostoma och familjen Calceostomatidae. Inga underarter finns listade i Catalogue of Life.